# Гончарівка (місцевість)
Гончарівка — історичний район Харкова. В минулому приміська слобода, на захід від району міста Харків, Залопань, надалі (XIX сторіччя) з'єдналася з ним. Завдяки видатному українському прозаїку, драматургу, журналісту, літературному критику і культурно-громадському діячу Г. Ф. Квітці-Основ'яненку та його п'єсі «Сватання на Гончарівці» (1835), Гончарівка стала відомою.

## Географічне положення
Гончарівка знаходиться в центральній частині міста, на захід від історичного центру міста. Межі Гончарівки можна окреслити Гончарівським бульваром (схід), Полтавським шляхом (північ), Семінарською вулицею (захід), та річкою Лопань та Карпівським садом на півдні. Адміністративно Гончарівка розташовується у Новобаварському районі.

## Історія та назва

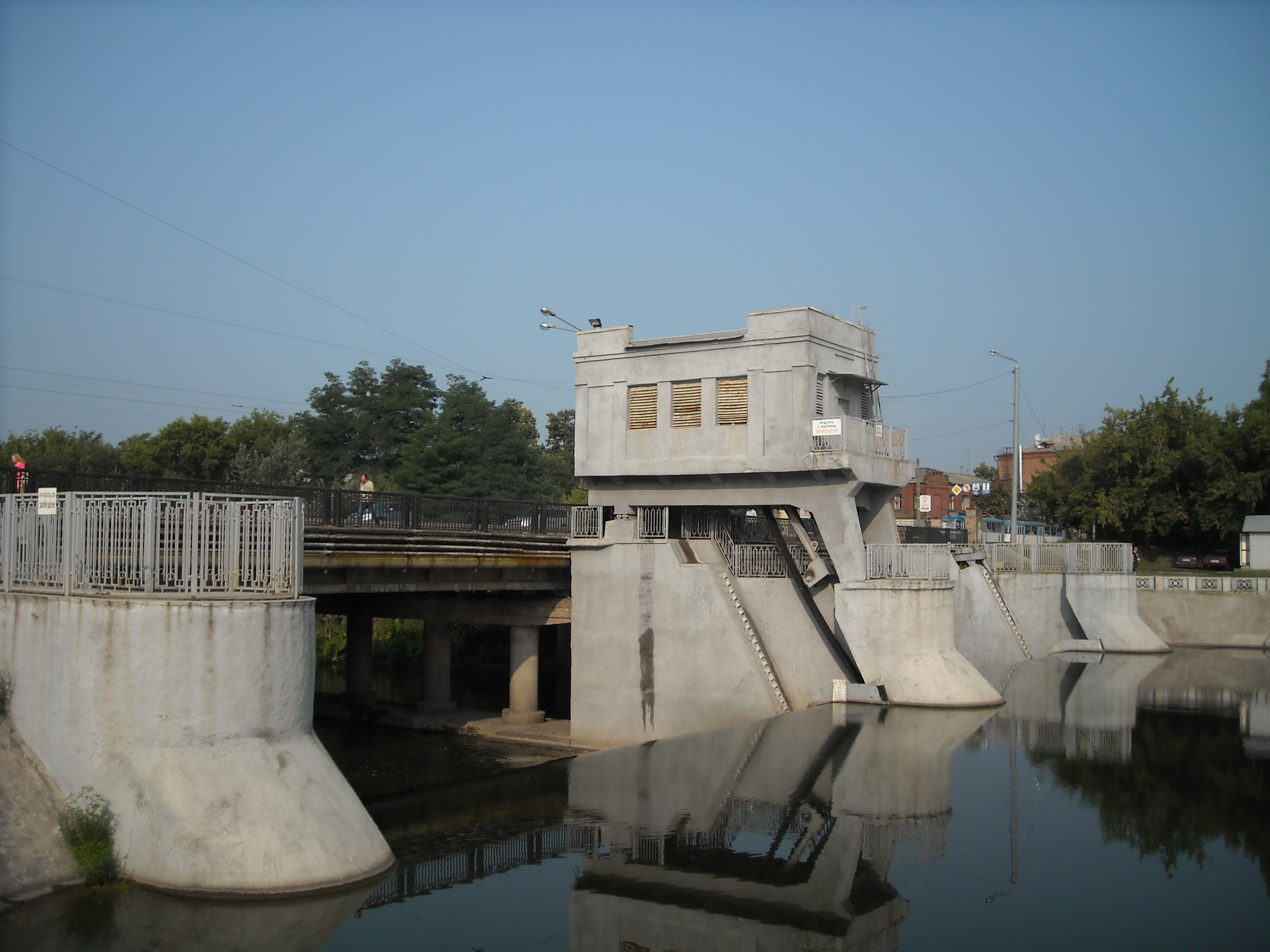
Гончарівський міст та гребля

В останній чверті XVII сторіччя навколо Харківської фортеці виникають приміські слободи, де селилися переважно ремісники. Це такі слободи як Залопанська (історичний район міста Залопань, на правому березі річки Лопань), Іванівка (район Лисої гори) та Панасівка. Наприкінці XVIII сторіччя Залопань вже є частиною міста, західний кордон якої був захищений міською фортечною стіною.
На мапі міста за 1787 рік на захід від Залопані за межами міської стіни, між Катеринославською вулицею (сучасна вулиця Полтавський Шлях) та річкою Лопань, вказана приміська слобода Афанасіївка біля якої розташовані цегельні заводи. На захід від слободи проходив земляний вал, який на півночі підходив до Лопані. Північніше від Афанасіївки, по іншу сторону від Катеринославської вулиці, розташовувалася приміська слобода Довгалівка.
На мапі 1804 року, назви слобід вже змінені: на півночі розташована Афанасіївка, а на півдні Довгалівка. Таке ж розміщення зостається й на пізніших мапах, що вказує на помилку картографів 1787 року.
В Довгалівці селилися ремісники, які займалися гончарством, через деякий час слобода отримала назву Гончарівської.
У XVIII сторіччі на Гончарівській леваді, яка відділяла місто від слободи (на місці теперішнього Гончарівського бульвару), щороку проходили народні гуляння. Побут і життя жителів цього району яскраво описані у відомому творі Г. Ф. Квітки-Основ'яненка «Сватання на Гончарівці».
На початок XIX сторіччя Гончарівка значно збільшилася. Як свідчить план міста 1817 року слобода на початку XIX сторіччя злилася з Різдвяною (сучасна Конторська) вулицею. В той час, на місці колишньої Гончарівської левади, яка відділяла слободу від міста, утворилася Середньо-Гончарівська вулиця, яку в другій половині XIX сторіччя було перейменовано на Гончарівський бульвар. Наприкінці XIX сторіччя тут була відкрита велика типолітографія (пізніше друкарня № 2). У 1973 р. Гончарівський бульвар перейменували на вулицю Конєва, 2023 року під час деколонізації було повернуто назву Гончарівський бульвар.
У 1937 році, до 20-ї річниці Жовтневого перевороту (1917), на річці Лопань, напроти Гончарівського бульвару, була побудована Гончарівська гребля для підпору води на харківських річках.

## Топоніми
На належність до району вказують назви вулиць, таких, як Велика Гончарівська та Мала Гончарівська, Гончарівський бульвар, Гончарівський провулок. Також гребля на річці Лопань має назву Гончарівська.

## Інфраструктура

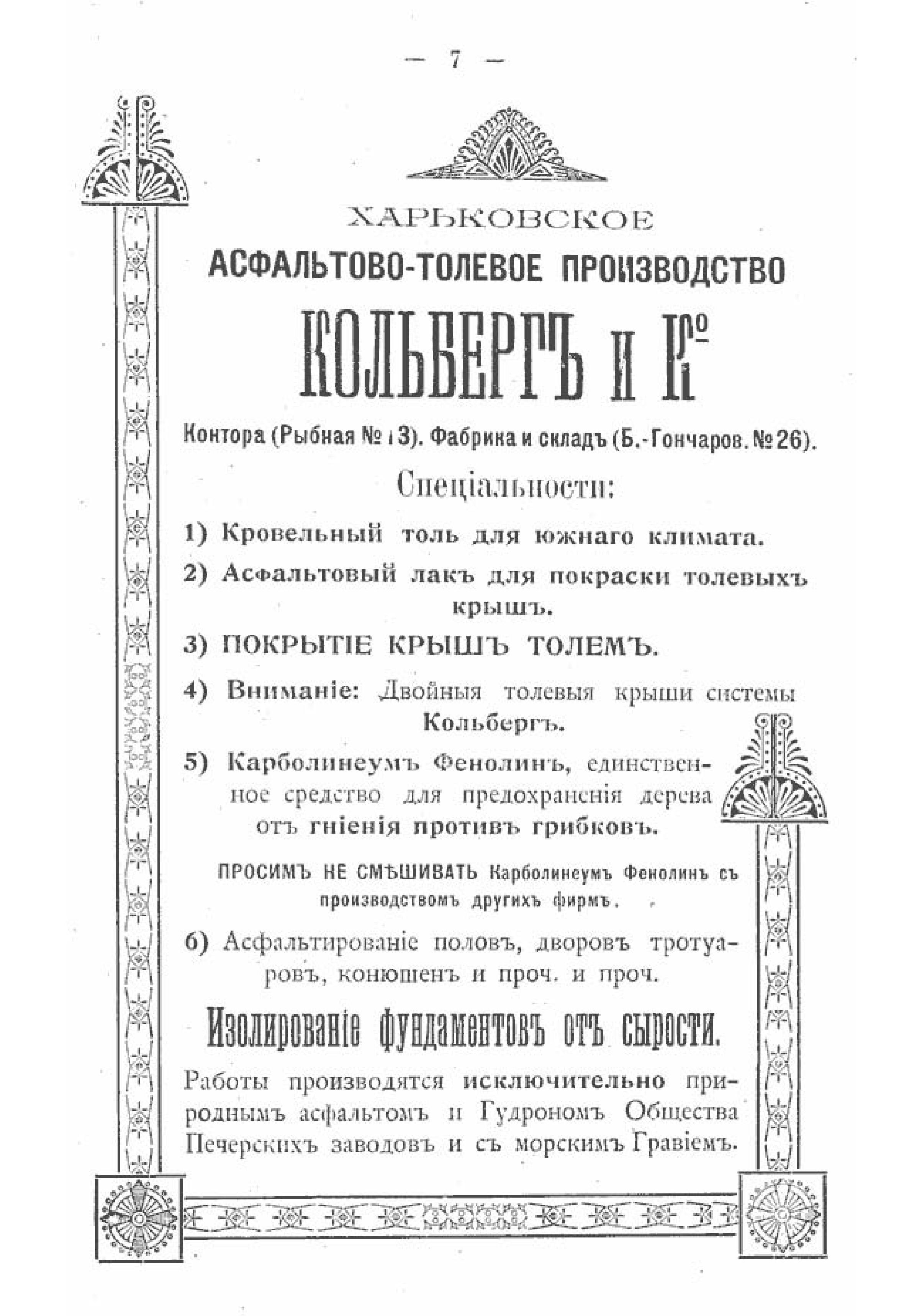
Реклама асфальто-толевого виробництва, розташованого на Великій Гончарівській вулиці, 26 (1912)

- Управління МВС України на ПЗ.

### Освіта і наука
- Дитяча школа мистецтв № 4 ім. М. Д. Леонтовича (бул. Гончарівський, 17)

### Промисловість
- Харківводоканал (вул. Конторська, 90)
- Харківський міський молочний завод № 1 (вул. Велика Гончарівська, 17)
- Завод «Червоний Жовтень» (вул. Конторська, 75/77)

### Лікарні та аптеки
- Аптека № 24 (вул. Полтавський шлях, 53)

### Банки
- ПриватБанк (вул. Полтавський Шлях,47)

### Готелі
- «Mini Hotel Ryleev» (пров. Рилєєва)
- «П'ятниця» (пров. Рилєєва)

### Торгівля
- Інтернет-крамниця «Дешевше немає» (Сімферопольський пров., 6)
- Інтернет-крамниця «Siemens» (вул. Полтавський шлях, 77)
- Салон керамічної плитки (вул. Полтавський шлях, 77)
- Магазин товарів для готельно-ресторанного бізнесу «Контакт» (вул. Мала Гончарівська, 29)
- Магазин меблів «РЕНК» (Сімферопольський пров., 6)

### Дозвілля
- Карпівський сад
- Музей води (вул. Конторська, 90)
- Піцерія «Maranello» (вул. Полтавський Шлях,51)
- Старий цирк (майдан Національної гвардії, 17)

## Галерея

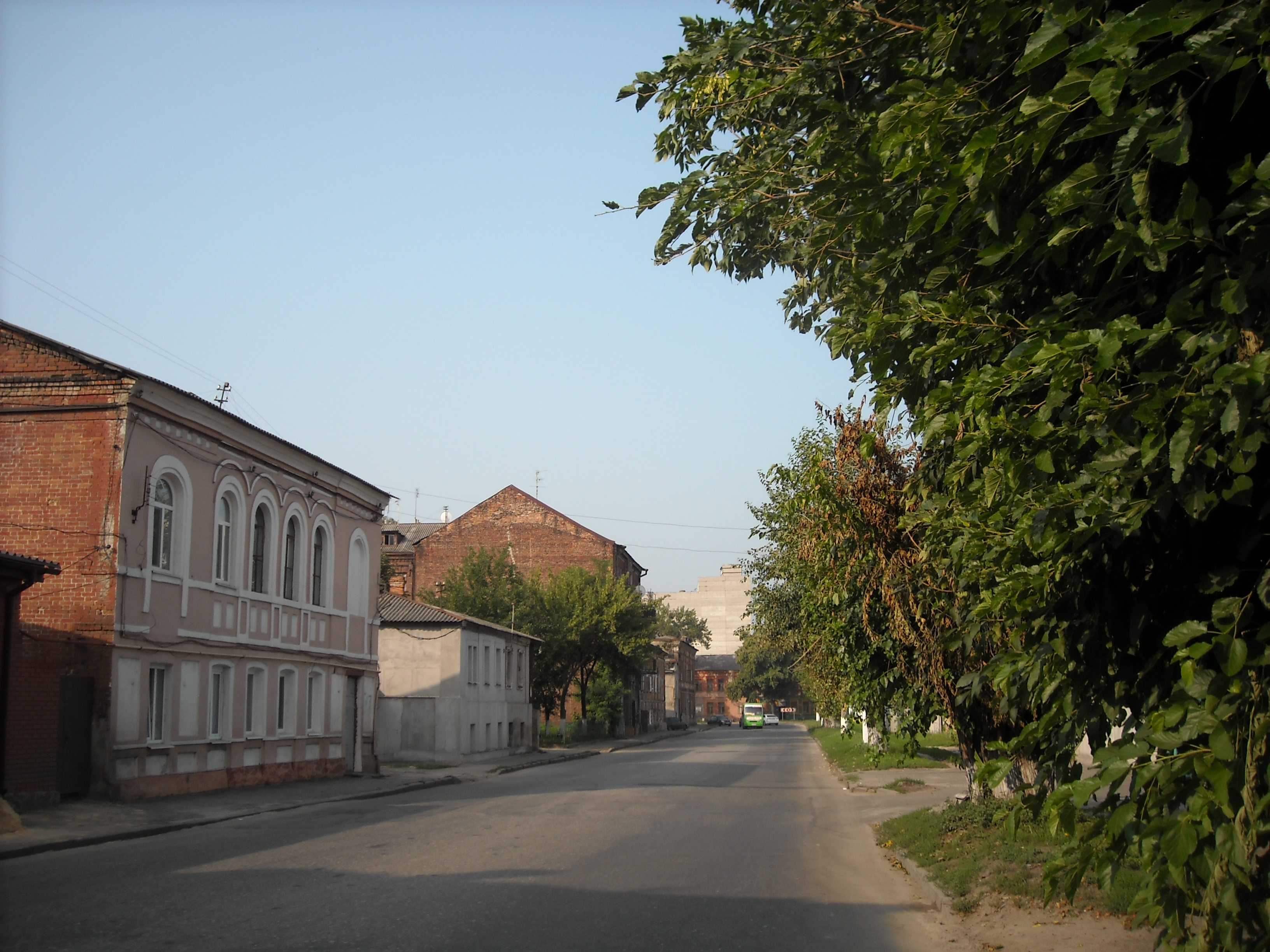
Вулиця Велика Гончарівська
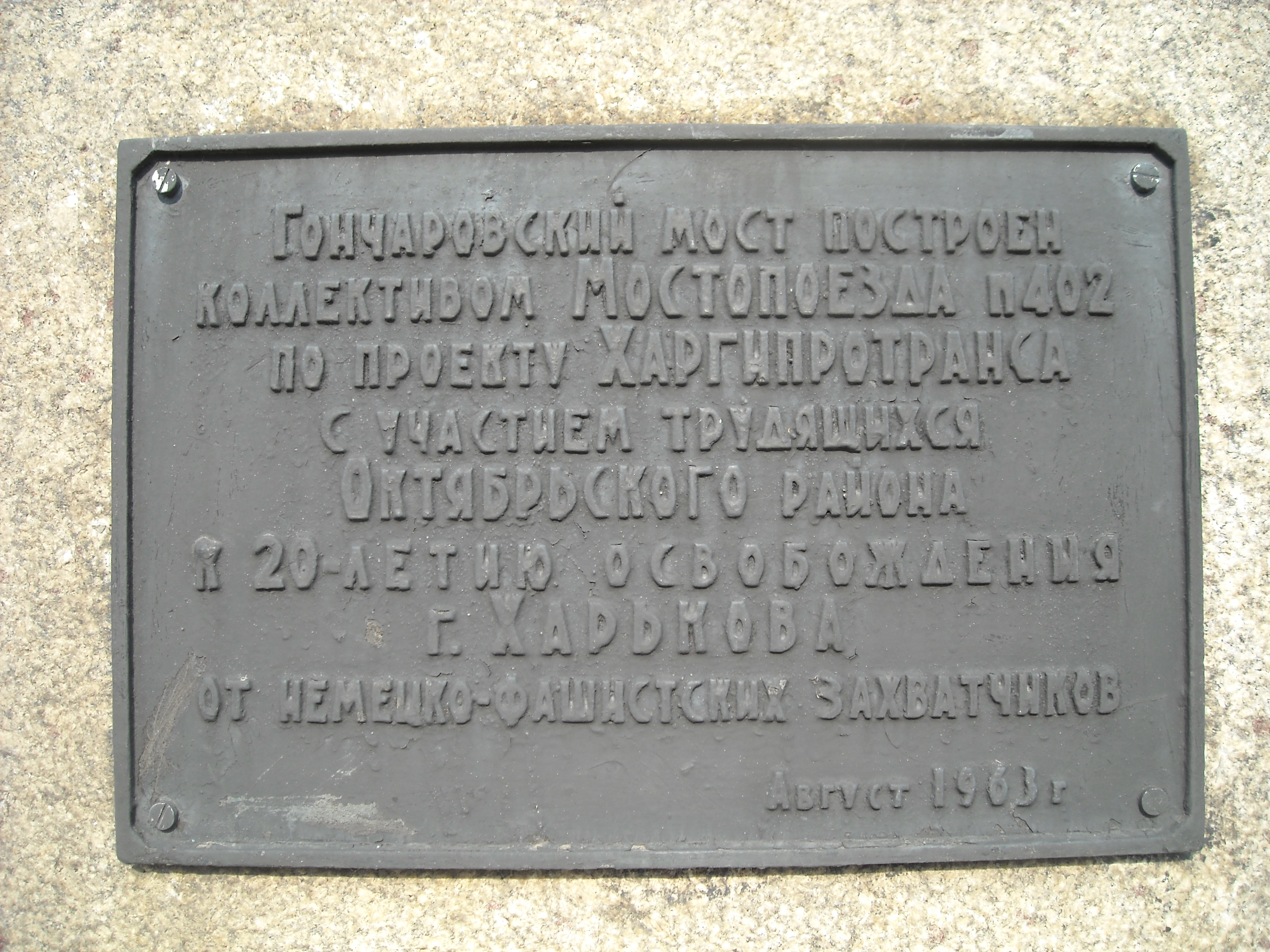
Інформаційна табличка на Гончарівському мосту
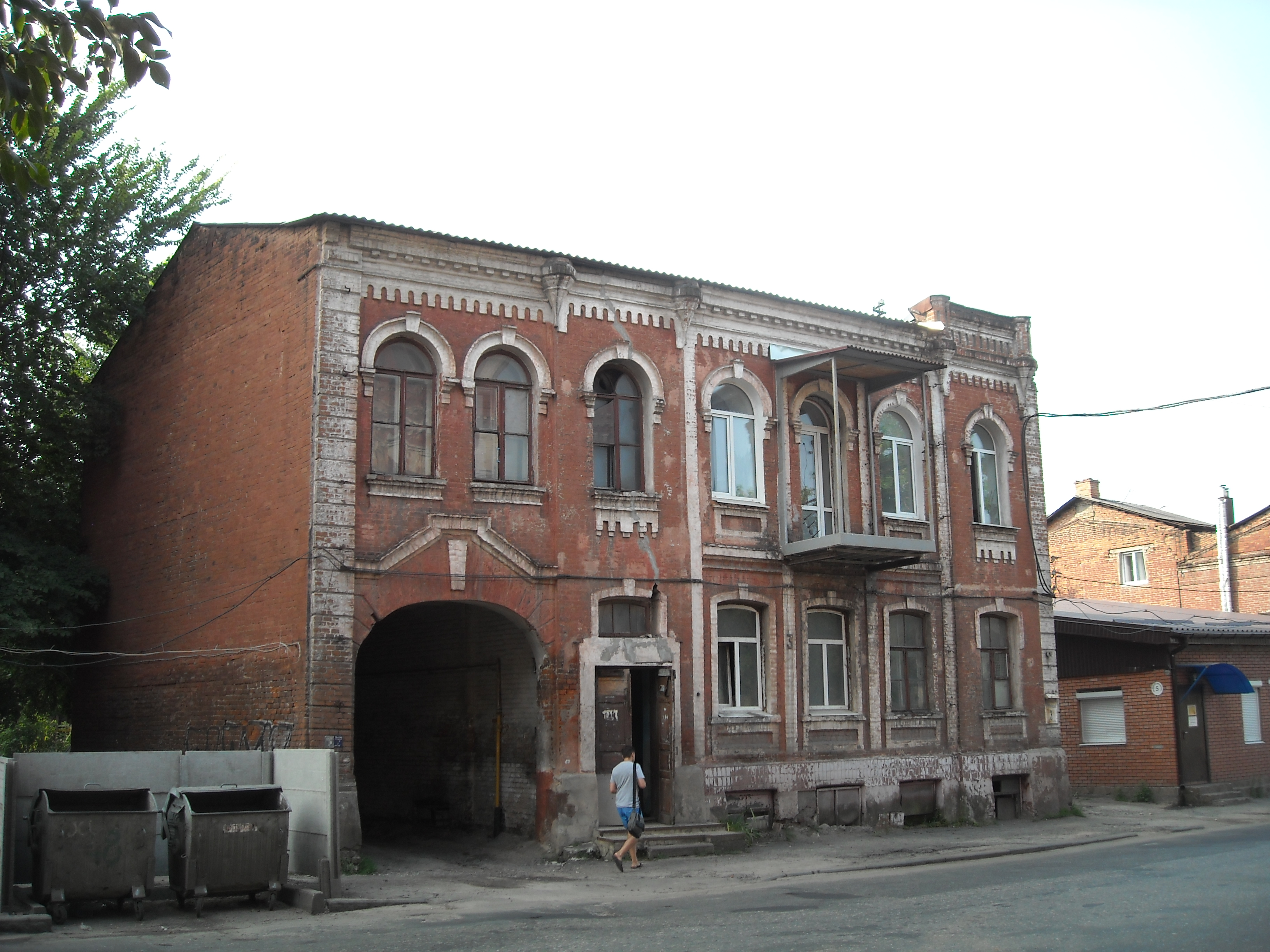
Вулиця Велика Гончарівська. Будинок №3
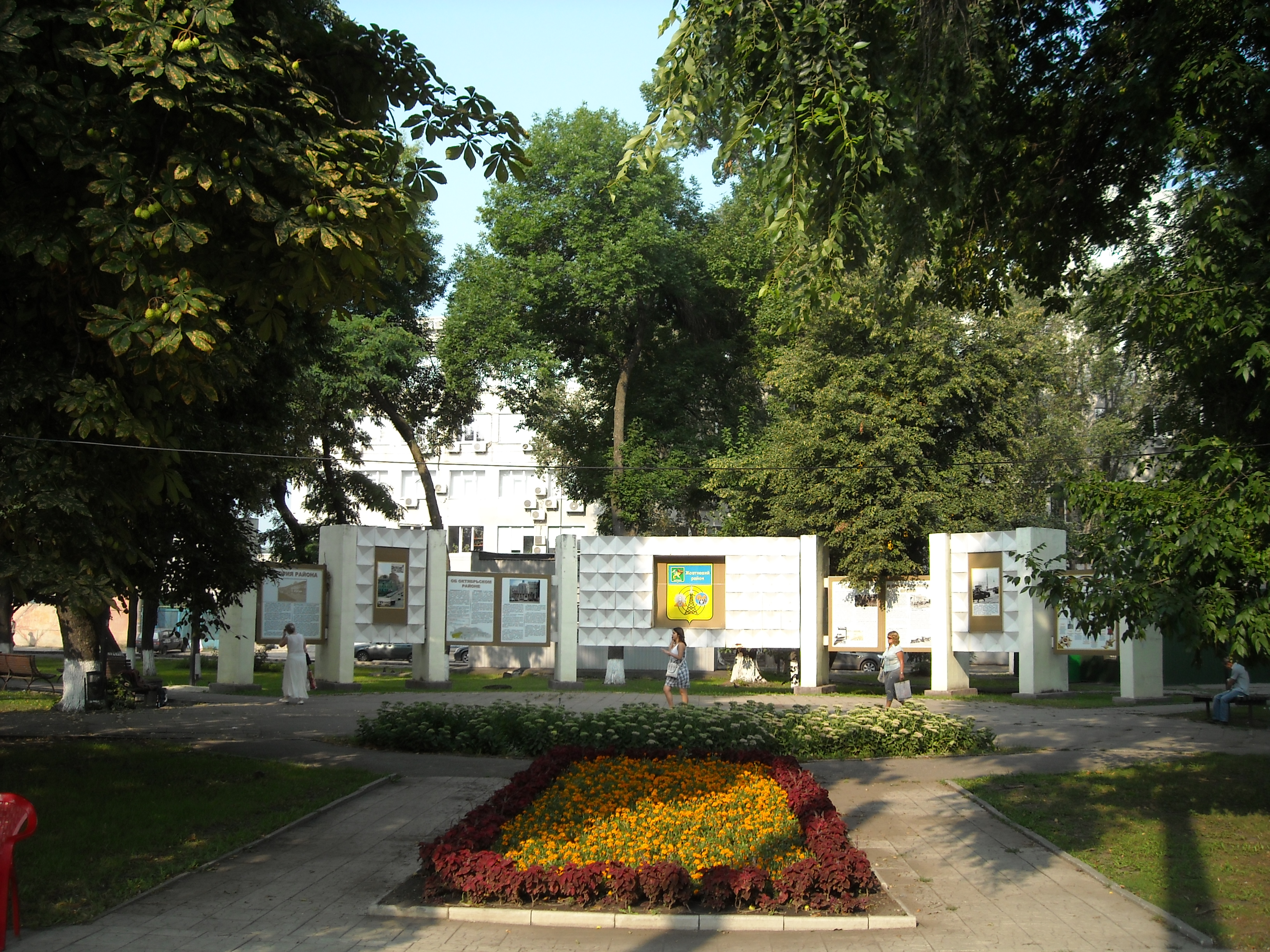
Сквер між Малою Гончарівською вулицею та Сімферопольським провулком
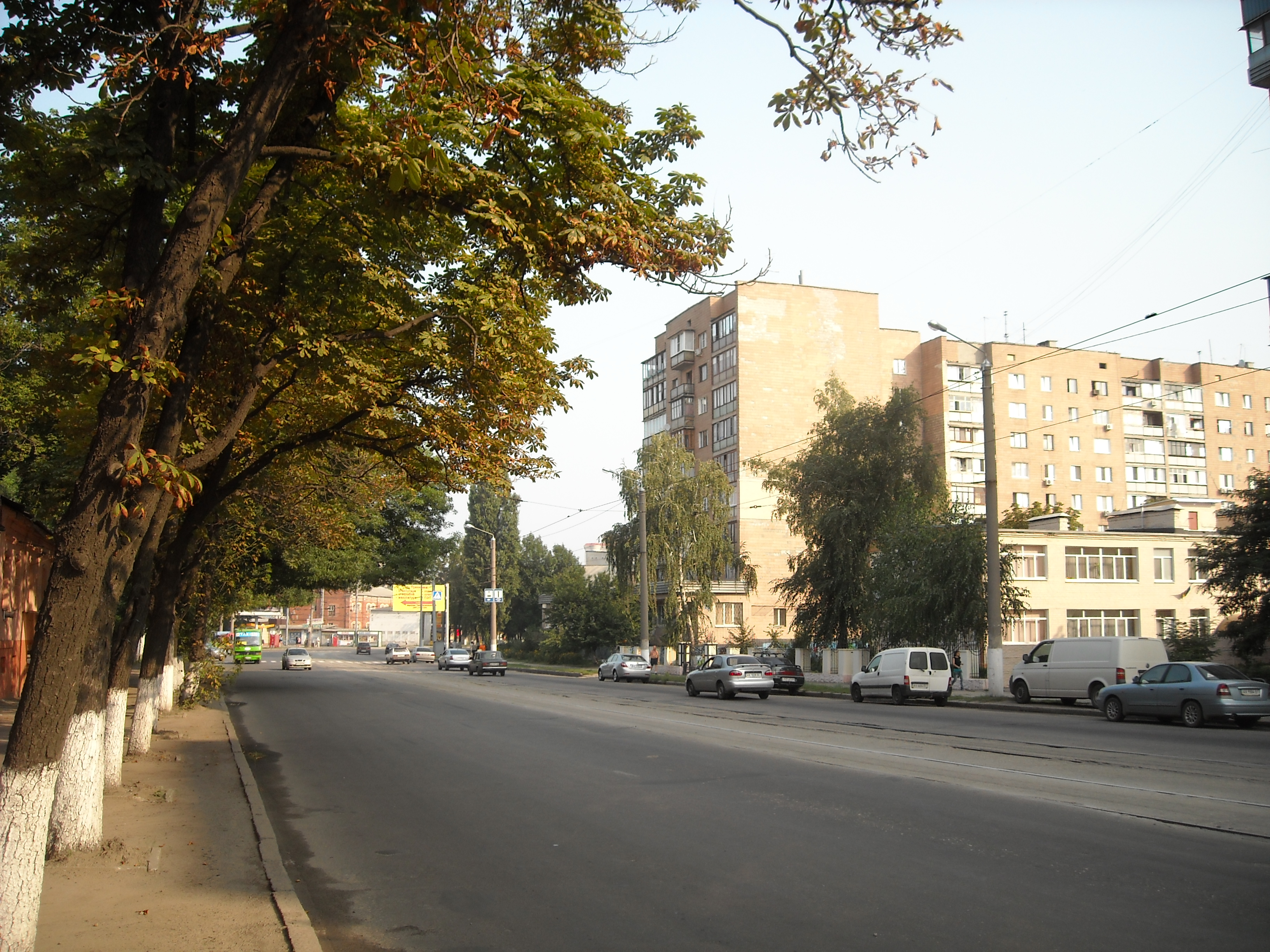
Гончарівський бульвар
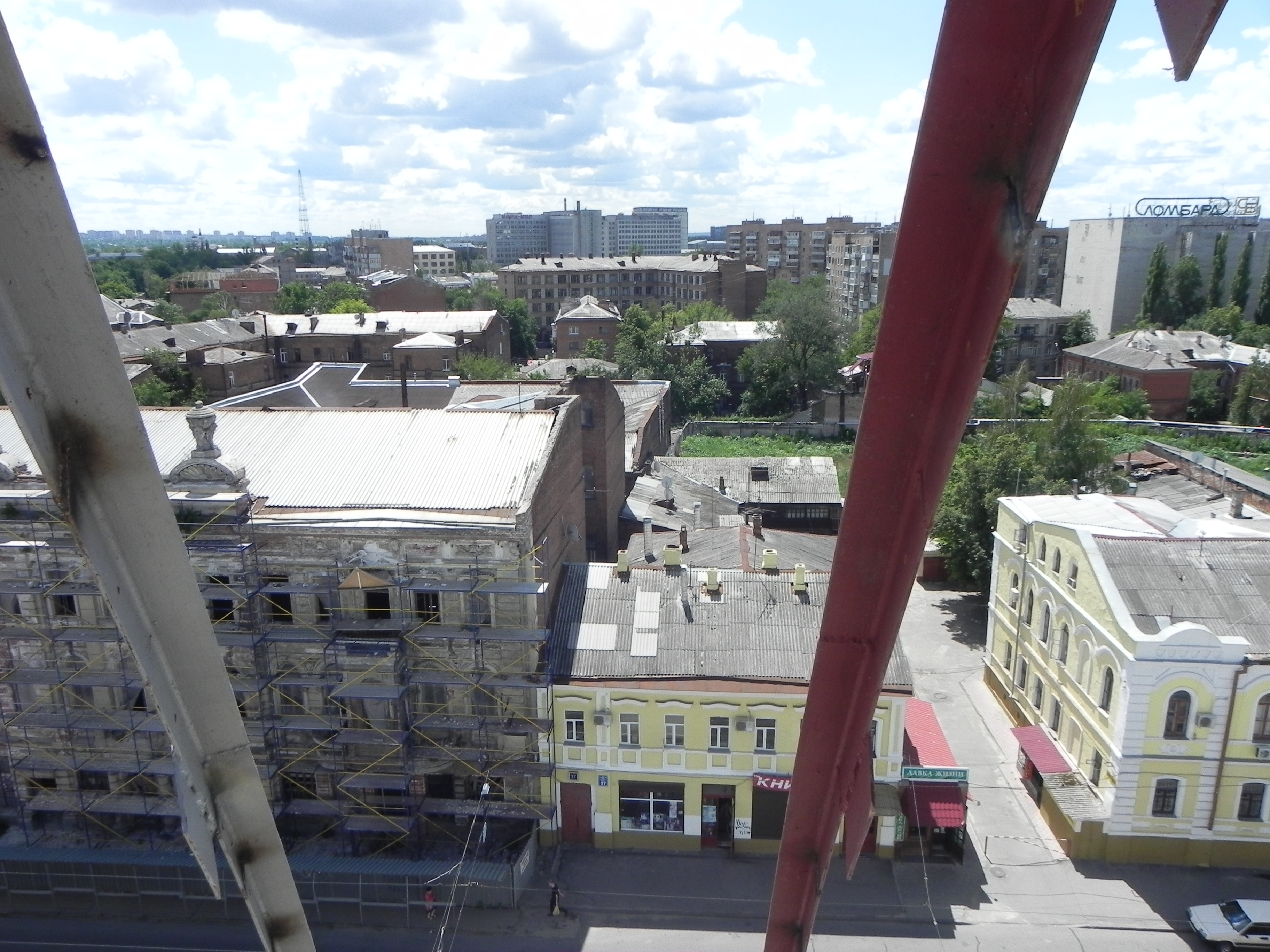
Вид на Гончарівку з купола Свято-Дмитрівського храму (2012 р.)